# Marnes de Chalins
O Marnes de Châlins (francês para Châlins Marl ) é uma formação geológica do Triássico Superior (Noriano a Rético) na França. Restos de dinossauros estão entre os fósseis que foram recuperados da formação, embora nenhum tenha sido ainda referido a um género específico.

## Conteúdo fóssil
A formação forneceu os seguintes fósseis:
- Répteis
  - Plateosaurus sp.
  - Gressliossauro cf. plieningeri
  - ? Prosauropoda indet.
- Peixe
  - Grozonodon candaui
  - Lissodus lepagei
  - L. mínimo
  - ? Gyrolepis sp.
  - Ptychoceratodus rectangulus